# برياركليف مانور (نيويورك)
برياركليف مانور (بالإنجليزية: Briarcliff Manor village, New York) هي قرية تقع بولاية نيويورك في الولايات المتحدة. تبلغ مساحتها 17.70 كم2، وترتفع عن سطح البحر 106.9848 م، بلغ عدد سكانها 7,867 نسمة في عام 2010 حسب إحصاء مكتب تعداد الولايات المتحدة وتصل الكثافة السكانية فيها 444.5 نسمة لكل كيلومتر مربع (1,151.2/ميل2).

## التركيبة السكانية
حدّد مكتب تعداد الولايات المتحدة بيانات التركيبة السكانية لبرياركليف مانور في تعداد الولايات المتحدة. في ما يلي، التركيبة السكانية حسب تعدادي 2000 و2010.

### تعداد عام 2000
بلغ عدد سكان برياركليف مانور 7,696 نسمة بحسب تعداد عام 2000، وبلغ عدد الأسر 2,435 أسرة وعدد العائلات 1,996 عائلة مقيمة في القرية. في حين سجلت الكثافة السكانية 434.8 نسمة لكل كيلومتر مربع (1,126.1/ميل2). وبلغ عدد الوحدات السكنية 2,501 وحدة بمتوسط كثافة قدره 141.3 لكل كيلومتر مربع (366.0/ميل2).
وتوزع التركيب العرقي للقرية بنسبة 90.74% من البيض و1.73% من الأمريكيين الأفارقة و0.05% من الأمريكيين الأصليين و5.44% من الأمريكيين ذوي الأصول الآسيوية و0.04% من سكان جزر المحيط الهادئ و0.95% من الأعراق الأخرى و1.05% من عرقين مختلطين أو أكثر و3.13% من الهسبانيون أو اللاتينيون من أي عرق.
بلغ عدد الأسر 2,435 أسرة كانت نسبة 44.9% منها لديها أطفال تحت سن الثامنة عشر تعيش معهم، وبلغت نسبة الأزواج القاطنين مع بعضهم البعض 74.5% من أصل المجموع الكلي للأسر، ونسبة 6% من الأسر كان لديها معيلات من الإناث دون وجود شريك، بينما كانت نسبة 1.6% من الأسر لديها معيلون من الذكور دون وجود شريكة وكانت نسبة 18% من غير العائلات. تألفت نسبة 15.8% من أصل جميع الأسر من عدة أفراد يعيشون في نفس المنزل ونسبة 9% كانت تتألف من شخص يعيش بمفرده يبلغ من العمر 65 عاماً أو أكثر. وبلغ متوسط حجم الأسرة المعيشية 2.84، أما متوسط حجم العائلات فبلغ 3.16.
بلغ العمر الوسطي للسكان 39.5 عاماً. وكانت نسبة 26.8% من القاطنين تحت سن الثامنة عشر، وكانت نسبة 2.9% بين الثامنة عشر والرابعة والعشرين عاماً، ونسبة 24.3% كانت واقعةً في الفئة العمرية ما بين الخامسة والعشرين والرابعة والأربعين عاماً، ونسبة 24.1% كانت ما بين الخامسة والأربعين والرابعة والستين، ونسبة 11.7% كانت ضمن فئة الخامسة والستين عاماً فما فوق. يوجد لكل 100 أنثى 91.0 ذكر، ويوجد لكل 100 أنثى في الثامنة عشر من عمرها فما فوق 85.2 ذكر.
بلغ متوسط دخل الأسرة في القرية 133,272 دولارًا، أما متوسط دخل العائلة فبلغ 157,607 دولارًا. وكان متوسط دخل الذكور 100,001 دولارًا مقابل 61,208 دولارًا للإناث. وسجل دخل الفرد الخاص بالقرية 58,646 دولارًا. وكانت نسبة 0.8% من العائلات ونسبة 2.5% من السكان تحت خط الفقر، وكان من هؤلاء نسبة 1.1% تحت سن الثامنة عشر ونسبة 5% في الخامسة والستين من العمر وما فوق.

### تعداد عام 2010
بلغ عدد سكان برياركليف مانور 7,867 نسمة بحسب تعداد عام 2010، وبلغ عدد الأسر 2,647 أسرة وعدد العائلات 2,037 عائلة مقيمة في القرية. في حين سجلت الكثافة السكانية 444.5 نسمة لكل كيلومتر مربع (1,151.2/ميل2). وبلغ عدد الوحدات السكنية 2,753 وحدة بمتوسط كثافة قدره 155.5 لكل كيلومتر مربع (402.7/ميل2).
وتوزع التركيب العرقي للقرية بنسبة 86.39% من البيض و3.37% من الأمريكيين الأفارقة و0.08% من الأمريكيين الأصليين و6.94% من الأمريكيين ذوي الأصول الآسيوية و0.03% من سكان جزر المحيط الهادئ و1.25% من الأعراق الأخرى و1.96% من عرقين مختلطين أو أكثر و5.26% من الهسبانيون أو اللاتينيون من أي عرق.
بلغ عدد الأسر 2,647 أسرة كانت نسبة 40.5% منها لديها أطفال تحت سن الثامنة عشر تعيش معهم، وبلغت نسبة الأزواج القاطنين مع بعضهم البعض 68.5% من أصل المجموع الكلي للأسر، ونسبة 6.6% من الأسر كان لديها معيلات من الإناث دون وجود شريك، بينما كانت نسبة 1.9% من الأسر لديها معيلون من الذكور دون وجود شريكة وكانت نسبة 23% من غير العائلات. تألفت نسبة 21% من أصل جميع الأسر من عدة أفراد يعيشون في نفس المنزل ونسبة 14.1% كانت تتألف من شخص يعيش بمفرده يبلغ من العمر 65 عاماً أو أكثر. وبلغ متوسط حجم الأسرة المعيشية 2.71، أما متوسط حجم العائلات فبلغ 3.16.
بلغ العمر الوسطي للسكان 43.4 عاماً. وكانت نسبة 25.6% من القاطنين تحت سن الثامنة عشر، وكانت نسبة 11.1% بين الثامنة عشر والرابعة والعشرين عاماً، ونسبة 16% كانت واقعةً في الفئة العمرية ما بين الخامسة والعشرين والرابعة والأربعين عاماً، ونسبة 31.9% كانت ما بين الخامسة والأربعين والرابعة والستين، ونسبة 15.4% كانت ضمن فئة الخامسة والستين عاماً فما فوق. وتوزع التركيب الجنسي للسكان بنسبة 48% ذكور و52% إناث.

## وصلات خارجية
- الموقع الرسمي